# Paul Greco
Paul Greco (Newark, New Jersey, 1955. október 21. – Red Hook, New York, 2008. december 17.) amerikai színész és zenész.

## Élete és pályafutása
Paul Greco 1980-as és 1990-es években számos filmben szerepelt, és 1986-ban is játszott a Miami Vice című televíziós sorozat egyik epizódjában. Legismertebb szerepe a Harcosok című filmben volt, ahol Sullyt, az Árvák nevű utcai banda vezetőjét játszotta.
Tüdőrákban hunyt el 2008. december 17-én, 53 éves korában.

## Filmográfia

### Film
| Év   | Magyar cím                   | Eredeti cím                   | Szerep                   | Magyar hang     |
| ---- | ---------------------------- | ----------------------------- | ------------------------ | --------------- |
| 1979 | Harcosok                     | The Warriors                  | Sully, az Árvák vezetője |                 |
| 1981 | Georgia barátai              | Four Friends                  | autótolvaj               |                 |
| 1984 |                              | My Hometown (rövidfilm)       | ismeretlen szerep        |                 |
| 1984 | Broadway Danny Rose          | Broadway Danny Rose           | Vito Rispoli             | Rudolf Péter    |
| 1986 | Krokodil Dundee              | Crocodile Dundee              | fickó az utcán           | Szokol Péter    |
| 1988 | Krisztus utolsó megkísértése | The Last Temptation of Christ | Zelóta                   | Barbinek Péter  |
| 1989 |                              | Elvis Stories (rövidfilm)     | Paxton Busby             |                 |
| 1989 | A vér szava                  | Next of Kin                   | Leo                      | Wohlmuth István |
| 1991 | Oscar                        | Oscar                         | Schemer                  | Szirtes Gábor   |
| 1996 | Ugrásra készen               | If Lucy Fell                  | Rene                     |                 |
| 1996 | Szerelem és semmi más        | Love Is All There Is          | Nunzio                   |                 |
| 1996 | A kábelbarát                 | The Cable Guy                 | Raul                     |                 |
| 1997 |                              | To Die Quietly                | karatés fiú              |                 |
| 1997 |                              | Henry Fool                    | Concierge                |                 |
| 2003 | A berni csoda                | The Miracle of Bern           | bandatag                 |                 |

### Televízió
| Év   | Magyar cím                | Eredeti cím            | Szerep  | Megjegyzések |
| ---- | ------------------------- | ---------------------- | ------- | ------------ |
| 1986 | Miami Vice                | Miami Vice             | Berlioz | 1 epizód     |
| 1988 | A szépség és a szörnyeteg | Beauty and the Beast   | Joe     | 1 epizód     |
| 1989 |                           | The Tracey Ullman Show | férfi   | 1 epizód     |
| 1991 | Utóirat: Szeretlek        | P.S.I. Luv U           | Keyes   | próbaepizód  |

## Fordítás
- Ez a szócikk részben vagy egészben  a   Paul Greco című angol Wikipédia-szócikk fordításán alapul.  Az eredeti cikk szerkesztőit annak laptörténete sorolja fel. Ez a jelzés csupán a megfogalmazás eredetét és a szerzői jogokat jelzi, nem szolgál a cikkben szereplő információk forrásmegjelöléseként.